# Kamelot
I Kamelot sono un gruppo musicale symphonic power metal statunitense fondato nel 1994 a Tampa, in Florida, da Thomas Youngblood e Richard Warner. Attualmente due membri della band sono statunitensi, il tastierista ed il batterista sono tedeschi ed il cantante è svedese. Il loro stile mescola il power metal symphonic metal e, in vari brani, anche  progressive metal, gothic metal ed elementi di musica elettronica.

## Storia del gruppo

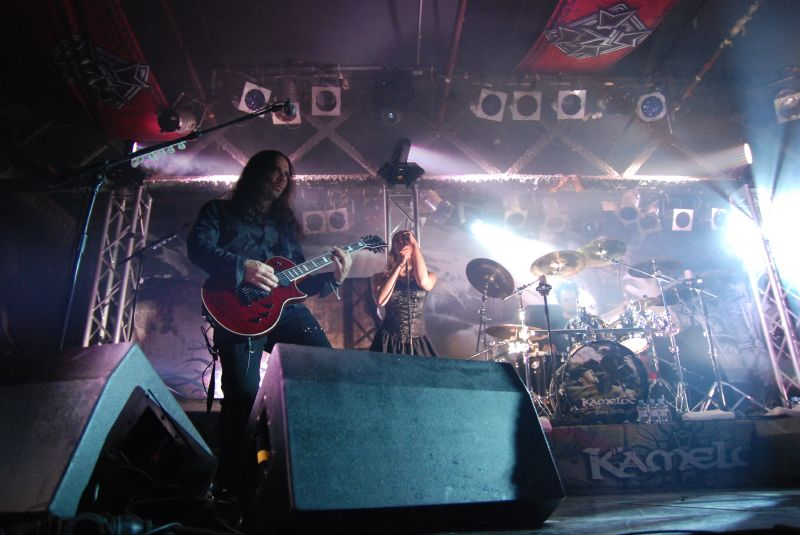
I Kamelot dal vivo al Sala Razzmatazz 2007

Nel 1994 la band firmò un contratto con Noise Records e nel 1995 uscì il loro album di debutto Eternity. Il secondo album, Dominion, seguì due anni dopo.
Il 1997 vide l'uscita di scena di due membri della band, il batterista e fondatore Richard Warner ed il cantante Mark Vanderbilt, in quanto entrambi decisero di non andare in tour. Furono così sostituiti con Casey Grillo e Roy Khan provenienti dalla band Conception. Coi i due nuovi membri, i Kamelot pubblicarono il loro terzo album Siége Perilous che non si dimostrò un grandissimo album, successivamente il chitarrista Youngblood disse: "Con “Eternity” eravamo ancora piuttosto inesperti, per cui le canzoni, seppur buone, non sono uscite come avremmo voluto. Con “Dominion” ci sono stati vari problemi a livello di line-up, la situazione era tesa e penso che il feeling del disco ne abbia risentito. “Siege Perilous” è invece un disco di transizione: Roy Khan è entrato nella band che il lavoro di registrazione era in pratica già concluso e ha avuto solo tre settimane di tempo per imparare tutte le sue parti e registrarle".
La nuova formazione intraprese anche un tour europeo nell'autunno dello stesso anno per tornare poi al Gate Studio a Wolfsburg e produrre il quarto album The Fourth Legacy e da qui comincia la scalata verso il successo della band.

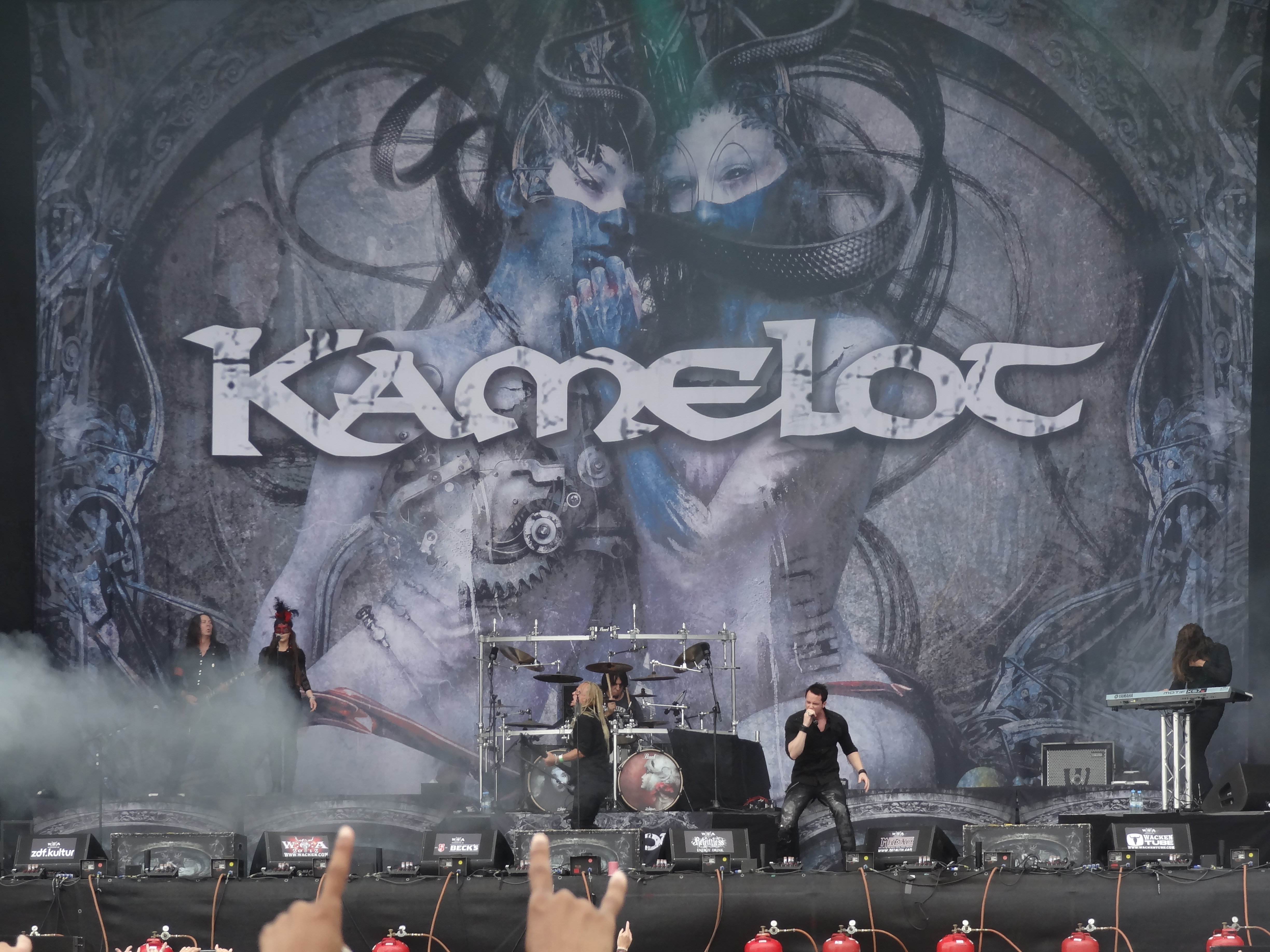
I Kamelot al Wacken Open Air 2012

Nell'estate del 2000 la band fece nuovamente un tour, New Allegiance Tour, in Germania, Austria, Svizzera, Paesi Bassi, Belgio, Italia, Spagna e Grecia. Durante questo tour registrarono il loro primo album live: The Expedition. Dopo pochi mesi uscirono con il quinto album intitolato Karma, che ebbe un notevole successo di pubblico e critica. Il sesto album Epica uscì nel 2003.Sia Epica che il successivo album, The Black Halo, uscito nel 2005, si basano sul Faust di Goethe, capolavoro della letteratura tedesca in cui il protagonista, il Dottor Faust, vende la sua anima al diavolo.
Nel 2005 hanno fatto i loro primi video musicali per le canzoni The Haunting (Somewhere in Time) (con la partecipazione di Simone Simons degli Epica) e March of Mephisto (con la partecipazione di Shagrath dei Dimmu Borgir), entrambe tratte da The Black Halo. Il regista dei video è Patric Ullaeus. Il 5 ottobre 2005 al gruppo si è aggiunto il tedesco Oliver Palotai come tastierista e chitarrista di supporto.
Nel 2006 hanno registrato in Norvegia il loro secondo disco live One Cold Winter's Night con tutte le migliori canzoni della loro carriera. Nessun brano è stato tratto dai primi tre album.
Nel 2007 esce Ghost Opera. Viene pubblicato un video del brano Ghost Opera e dopo anche il video di Human Stain.
Nel 2008 esce Ghost Opera - The Second Coming, doppio disco, il primo contenente Ghost Opera con contenuti extra, il secondo contenente un concerto dal vivo registrato a Belgrado e alcune canzoni registrate in studio non inserite nel precedente album.
Nel settembre 2010 esce Poetry for the Poisoned, nono disco in studio, con la partecipazione - tra gli altri - di Simone Simons degli Epica, Björn "Speed" Strid dei Soilwork e del chitarrista Gus G.. Questo è il primo album a non avere più Glenn Barry al basso uscito dalla band per motivi familiari, ma al suo posto si rivede il primo bassista dei Kamelot, Sean Tibbetts, riunitosi alla band.
Nell'aprile 2011, dopo un lungo periodo di pausa per problemi personali, durante il quale era stato sostituito da Fabio Lione durante i live, Roy Khan lascia la band come comunicato dai restanti membri del gruppo:
"Con grande dispiacere annunciamo che Roy Khan ha deciso di lasciare la band. Volevamo dargli molto tempo per riflettere su questa decisione, per via del suo recente esaurimento e per tutti i bellissimi momenti che abbiamo passato assieme nei KAMELOT. Accettiamo con rispetto le sue dimissioni dalla band e gli auguriamo tutto il meglio per i suoi futuri impegni. Le incertezze che i fan avevano ora non ci sono più e la band può cercare un nuovo cantante".
Tuttavia Fabio Lione, cantante dei "Rhapsody of Fire" (noto gruppo epic metal italiano), non sarà scelto come cantante ufficiale dei Kamelot dopo l'abbandono di Roy Khan. A fine giugno del 2012 infatti la band annuncia il nome del loro nuovo vocalist: Tommy Karevik, già cantante del gruppo progressive metal Seventh Wonder. Col nuovo cantante i Kamelot pubblicano Silverthorn (2012) e Haven (2015), due dischi tra power metal, symphonic metal e progressive metal con una forte attenzione alle melodie. Per quanto riguarda il nuovo cantante, si è adattato alle melodie tipiche dei Kamelot scurendo il timbro e avvicinandosi al modo di cantare di Roy Khan.
Il 6 febbraio 2018 la band ufficializza l'abbandono dello storico batterista Casey Grillo. Il batterista ha annunciato alla band la sua decisione poco prima di iniziare le registrazioni del nuovo disco The Shadow Theory per dedicarsi ad altri progetti musicali e concentrarsi sulla sua azienda di membrane per timpani. Il suo posto è stato preso prima dal belga Johan Nunez e poi dal tedesco Alex Landenburg.

## Formazione

### Attuale
- Tommy Karevik - voce (2012-presente)
- Thomas Youngblood - chitarra (1994-presente)
- Oliver Palotai - tastiera, chitarra (2005-presente)
- Sean Tibbets - basso (2009-presente)
- Alex Landenburg - batteria (2019-presente)

### Ex componenti
- Mark Vanderbilt - voce (1994-1998)
- Richard Warner - batteria (1991-1997)
- David Pavlicko - tastiera (1994-1998)
- Glenn Barry - basso (1994-2009)
- Roy Khan - voce (1998-2011)
- Casey Grillo - batteria (1997-2018)
- Johan Nunez - batteria (2018-2019)

## Discografia

### Album in studio
- 1995 – Eternity
- 1997 – Dominion
- 1998 – Siége Perilous
- 1999 – The Fourth Legacy
- 2001 – Karma
- 2003 – Epica
- 2005 – The Black Halo
- 2007 – Ghost Opera
- 2010 – Poetry for the Poisoned
- 2012 – Silverthorn
- 2015 – Haven
- 2018 – The Shadow Theory
- 2023 – The Awakening

### Album live
- 2000 – The Expedition
- 2006 – One Cold Winter's Night
- 2008 – Ghost Opera - The Second Coming
- 2011 – Poetry for the Poisoned & Live From Wacken
- 2020 – I Am the Empire - Live from the 013

### Raccolte
- 2007 – Myths & Legends of Kamelot
- 2016 – Where I Reign: The Very Best of the Noise Years 1995-2003

### DVD
- 2006 – One Cold Winter's Night

### Videoclip
- 2005 – The Haunting (feat. Simone Simons)
- 2005 – March of Mephisto (feat. Shagrath)
- 2007 – Ghost Opera
- 2007 – The Human Stain
- 2008 – Rule the World
- 2009 – Love You to Death
- 2010 – The Great Pandemonium (feat. Björn "Speed" Strid)
- 2012 – Sacrimony (Angel of Afterlife) (feat. Elize Ryd e Alissa White-Gluz)
- 2013 – My Confession (feat. Eklipse)
- 2014 – Falling Like the Fahrenheit (feat. Alissa White-Gluz e Eklipse)
- 2015 – Veil of Elysium (lyric video)
- 2015 – Insomnia
- 2015 – Liar Liar (feat. Alissa White-Gluz)
- 2016 – My Therapy
- 2018 – RavenLight (lyric video)
- 2018 – Phantom Divine (Shadow Empire) (feat Lauren Hart)
- 2018 – Amnesiac
- 2018 – Mindfall Remedy (feat Lauren Hart)
- 2019  – Vespertine (My Crimson Bride) (lyric video)
- 2023 – One More Flag in the Ground
- 2023 – Opus of the Night (Ghost Requiem) (lyric video)